# Gewoon reukgras
Gewoon reukgras (Anthoxanthum odoratum) is een vaste, zodevormende plant, die behoort tot de grassenfamilie (Gramineae of Poaceae). De plant heeft een toffee-achtige (coumarine) geur, waaraan de plant de Nederlandse naam te danken heeft, evenals de bijnaam toffeegras. De botanische naam Anthoxanthum is een samenstelling van Oudgrieks ἄνθος, anthos (bloem) en ξανθός, xanthos (geel). De plant komt van nature voor in Eurazië.
De plant wordt 10-80 cm hoog, vormt een wortelstok en heeft een onvertakte stengel. Het matgroene blad is 3-7 mm breed en heeft een 2 mm lang, aan de basis behaard tongetje. De onderste bladscheden zijn kort behaard. Het jonge blad komt gerold uit de bladschede tevoorschijn.

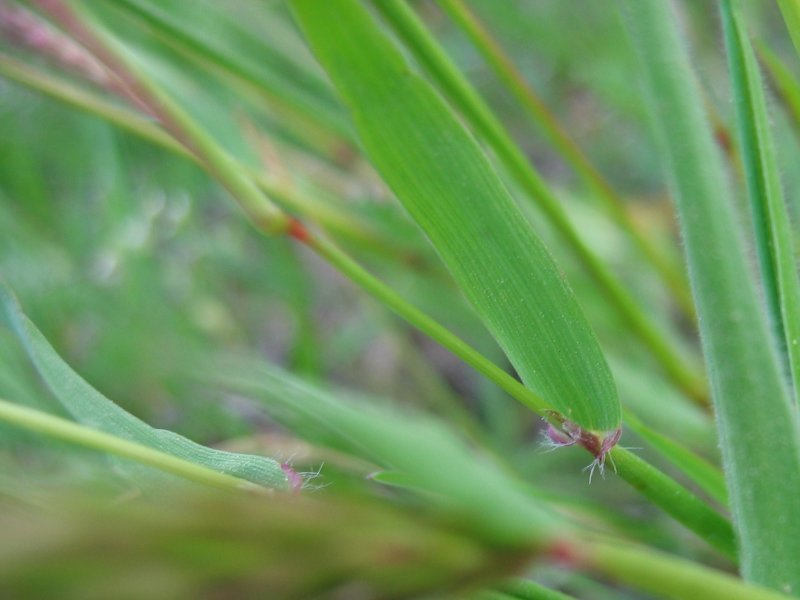
Tongetje

Gewoon reukgras bloeit van april tot juni. De bloeiwijze is een 2-8 cm lange, geelkleurige aarpluim met eenbloemige aartjes. De onderste twee, langzaam toegespitste kelkkafjes zijn kaal of zwak behaard en hebben meestal een klein stekelpuntje in het verlengde van de rugnerf. Het onderste kelkkafje is 4 mm en het bovenste 4,4 mm lang. Het tweede er boven staande paar, 3,4 mm lange kelkkafjes zijn behaard en hebben een rugnaald. Het onderste 1,9 mm lange kroonkafje is stomp, hol en omsluit het bovenste 1,8 mm lange kroonkafje helemaal. De twee helmknoppen zijn 3-4,5 mm lang.
De vrucht is een graanvrucht.

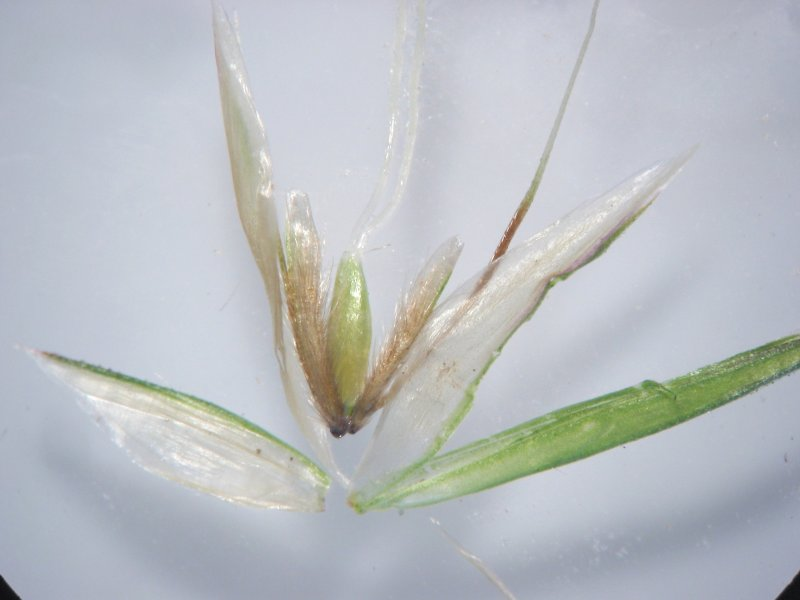
Aartje

De plant komt voor op droge tot vochtige, vrij voedselarme grond in grasland, lichte loofbossen, duinvalleien en moerassen.

## Gebruik
De toffee-achtige geur ontwikkelt zich pas bij oudere planten. Bij inname van te veel coumarine kunnen problemen ontstaan met de ademhaling en het hart- en vaatstelsel. Een teveel aan coumarine kan zelfs tot een hartstilstand leiden.
Vroeger werden de gedroogde halmen gebruikt als smaakstof voor dranken en bowls. Ook werd het gebruikt in tabak en kruidenkussens.